# 여의도 페어몬트 호텔
여의도 페어몬트 호텔(영어: Yeouido Fairmont Hotel)는 대한민국 서울특별시 영등포구 여의도동에 위치한 대한민국의 마천루 단지이다. 여의도 페어몬트 호텔은 고급호텔이다. 페어몬트 호텔이 입점한이다.
서북쪽 여의대로 길가에 2개의 오피스 마천루가 정 반대편에는 호텔이 들어서며, 그 가운데에 쇼핑몰이 들어서는 식으로 계획이 잡혀 있다.

## 역사
2005년 본래 이 부지는 통일교의 통일주차장이 있으며 그 당시 조감도가 공개되고 개발 계획이 있었다. 2006년에 조감도가 바뀌면서 호텔을 세울 계획이였다.
2007년 6월에 호텔 착공 돌입하고 2008년에 삼성물산이 시공하고 Y22 디벨로프먼트 컴퍼니를 시행사로 선정하였고 여의도에 70층이 넘는 초고층 랜드마크 빌딩을 건설할 계획으로 착수하였다. 2008년에 착공하여 공사가 시작되었고 2009년에 국제적 인증하였다. 2010년에 건물이 올라가다가 같은 해 공사가 중단되었다.
2008년 착공식을 갖고 2013년 완공을 목표로 건설에 들어갔으나, 공사가 중단되었다. 2017년 1월 21일부터 부분적인 공사재개에 들어갔으며 그 전에는 통일교 내부의 집안다툼으로 인하여 7년 가까이 공사가 중단된 상태였다. 삼성물산이 아닌 포스코건설이 시공사를 맡았다. 4월에 타워크레인이 설치되었다. 6월에 호텔에 타워크레인이 올라갔으며 코어 구조물 교체 작업이 시작되었고 2020년 7월 21일에 완공하였다.

## 내부 시설
지상 30층짜리 호텔은 총 350개의 객실이 있고, 쇼핑몰은 명품 전문점이나 패션과 관련된 업체들을 주로 입점시킬 계획이며, 특이하게도 쇼핑몰이 지상 7층으로 높이 건설되었다.

## 같이 보기
- 통일교
- 여의도
- 대한민국의 호텔 목록